# قرمان بيك باقايف
قرمان بيك باقايف (1 أغسطس 1949 -) هو رئيس قيرغيزستان خلال الفترة من 25 مارس 2005 إلى 7 أبريل 2010. خلع من السلطة عن طريق انقلاب كانت بدايته احتجاجات شعبية في العاصمة القيرغيزية بشكيك أدت به إلى مغادره العاصمة وإلى تشكيل المعارضة لحكومة جديدة برئاسة وزيرة الخارجية السابقة روزا أوتونبايفا. وفي 15 أبريل 2010 وقع رسالة استقالته من منصبه وغادر إلى كازاخستان.

## روابط خارجية
- قرمان بيك باقايف على موقع الموسوعة البريطانية (الإنجليزية)
- قرمان بيك باقايف على موقع مونزينجر (الألمانية)
- قرمان بيك باقايف على موقع إن إن دي بي (الإنجليزية)